# Mats Alaküla
Mats Hendrik Albert af Klercker Alaküla, född 1961, är en svensk professor i industriell elektroteknik och automation vid Lunds Tekniska Högskola. 
Af Klercker Alaküla är född i Malmö men uppvuxen i Uddevalla. Han har studerat vid Chalmers Tekniska Högskola och Lunds Tekniska Högskola.  

## Forskning
Af Klercker Alaküla har bedrivit forskning inom området industriell elektroteknik och automation. Han har bedrivit forskning inom elektrotekniska styrmetoder. Viss forskning används inom bland annat bildindustrin, exempelvis hos Volvo, där han har arbetat som specialist.

## Evolution Road
Af Klercker Alaküla är en av utvecklarna inom Evolution Road, tidigare Elväg Syd, ett projekt inom elektroteknik i Sydsverige.  
Projektet går ut på att man vill göra det möjligt för elektriskt drivna fordon att laddas medan det kör på vägar. Projektet är till följd av att svenska regeringen vill minska det totala koldioxidutsläppet i Sverige och det är i uppdrag av trafikverket. Det ses också som ett sätt att nå klimatmålen Sverige inom en rimlig framtid. I projektet vill man bygga skenor i vägen som gör det möjligt för fordon att direkt bli strömsatta.  

## Verk
Akademiska verk skapade av Alaküla inom sitt professorsämne: 
- Alaküla, Mats, 1961-. - Styrning av elektriska drivsystem / [Mats Alaküla, Gustaf Olsson, Tore Svensson]. - 1995
- Alaküla, Mats, 1961-. - On the control of saturated synchronous machines / Mats Alaküla. - 1993
- Alaküla, Mats, 1961-. - Styrning av elektriska drivsystem / [Mats Alaküla, Gustaf Olsson, Tore Svensson]. - 1991
- Alaküla, Mats. - Rotororienterad reglering av synkronmaskiner. - 1989